# 山地文化工作隊
山地文化工作隊於1954年正式成立，是中華民國政府為宣揚國家意識而選拔部落青年男女組成的團體，將其發派至各以往被稱為「山地鄉鎮」原住民族各個生活空間，在由總政治作戰部的主導下，藉由歌舞、話劇、舞蹈、照片瀏覽、資源發放以及政令電影等藝文活動，推廣三民主義、效忠領袖、提倡「國語」推廣「山地正當娛樂活動」與反攻大陸等觀念，同時進行人口資料蒐集、衛生保健、農業改良、查緝私煙私酒、公共建設宣導等事務。
在當年8月31日的成立典禮上，由時任台灣省主席的嚴家淦親自頒授工作隊旗幟，並在致詞時表示：「此次文化巡迴工作隊的成立，是青年為國家服務的良好機會。依照國父遺教的指示，國境內民族一律平等，這就是先要使各地同胞的生活及文化達到同一的水準，希望隊員能切實努力，完成任務，替山胞造福。」由於當時娛樂消遣不多，工作隊所到之處皆引起熱烈歡迎，迄今仍存在許多民眾的記憶裡。
山地文化工作隊許多的歌舞表演內容，是由舞蹈家李天民改編而成，讓原本與歲時祭儀相關的歌舞更具舞台效果，也部分型塑當代原住民族歌舞實踐的樣貌，同時影響了當時參與山地文化工作隊成員未來投身的文化藝術展演事業。山地文化工作隊大約至1979年以後逐漸式微，取而代之的是以旅遊取向成立的大型文化村、遊樂園，例如九族文化村等，而當初參與山地文化工作隊的成員們，例如廖英傑、王秀春、王秀鳳等「王家五美姊」也隨之成為這些園區招攬教授歌舞的對象，抑或自行成立藝術文化團隊，為後來臺灣原住民族歌舞轉化成舞台展演奠定了基礎。